# (3866) Langley
(3866) Langley est un astéroïde de la ceinture principale.

## Description
(3866) Langley est un astéroïde de la ceinture principale. Il fut découvert le 20 janvier 1988 à La Silla par Henri Debehogne. Il présente une orbite caractérisée par un demi-grand axe de 3,15 UA, une excentricité de 0,19 et une inclinaison de 3,6° par rapport à l'écliptique.

## Compléments